# Кор, Аба Максович
А́ба Ма́ксович Кор (18 ноября 1923, Литва — 18 ноября 2007) — российский советский живописец, член Санкт-Петербургского Союза художников (до 1992 года — Ленинградской организации Союза художников РСФСР).

## Биография
Родился 18 ноября 1923 года в Литве. В Великую Отечественную войну сражался рядовым в составе 16-й отдельной Литовской дивизии. Был тяжело ранен. С 1944 жил и работал в Ленинграде. В 1944—1950 учился на живописном факультете ЛИЖСА имени И. Е. Репина, занимался у Вениамина Белкина, Михаила Бернштейна, Павла Наумова, Андрея Мыльникова. Окончил институт по мастерской В. М. Орешникова с присвоением квалификации художника живописи. Дипломная работа — картина «Комсомольцы у Н. Островского».
Участвовал в выставках с 1950 года. В 1960—1970 иллюстрировал журналы «Дружба», «Звёздочка», «Костёр». Произведения художника находятся в музеях и частных собраниях в России и за рубежом.

## Работы
Автор пейзажей и жанровых картин:
1. «Праздничный Невский»,
2. «Праздник»[3] (1964),
3. «В Октябрьские праздники»[4] (1965),
4. «Туман»[5],
5. «Памятник Петру I»[4] (1970),
6. «Весна»[6] (1971),
7. «Улица Желябова. Май»,
8. «Октябрьские праздники»[7] (1975),
9. «За окном»[8] (1976) и другие.

## Награды
- медаль «За отвагу»,
- медаль «За победу над Германией»[5].